# Elecciones federales de Malasia de 1974
Las cuartas elecciones federales de Malasia, quintas desde el establecimiento del Consejo Legislativo Federal, y terceras desde la unificación del país, tuvieron lugar el 24 de agosto de 1974, aunque la votación se extendió en algunas circunscripciones al 14 de septiembre de ese mismo año. Luego de la debacle del Partido de la Alianza, gobernante desde la independencia, el oficialismo se reformó, estableciendo el Barisan Nasional (malayo para Frente Nacional) una coalición de entonces diez partidos políticos. Sus principales rivales fueron el Partido de Acción Democrática (DAP), y el Partido Nacional de Sarawak (SNAP).
El Barisan Nasional obtuvo una victoria aplastante con más del 60% de los votos y 88 escaños, mientras que recibió otros 47 donde la elección se suspendió porque no se presentaron candidatos opositores, triunfando sin oposición y recibiendo una abrumadora mayoría calificada de 135 escaños sobre 154. Con este resultado, el gobierno de Abdul Razak Hussein recuperó la mayoría de dos tercios que requería para realizar modificaciones a la constitución federal, y que había perdido en 1969. El Barisan Nasional conservaría esta mayoría hasta las elecciones de 2008, y siempre obtendría mayoría absoluta de sufragios a nivel nacional hasta 2013, gobernando el país hasta 2018.
Estas fueron también las únicas elecciones en las que el Partido Islámico Panmalayo (PAS) concurrió formando parte del Barisan Nasional, pues se separaría de él en 1978 y desde entonces hasta la actualidad sería una de las principales fuerzas opositoras a su gobierno. De este modo, debido a la membresía del PAS en la coalición gobernante, fue la primera vez que el oficialismo logró tomar el control del gobierno estatal de Kelantan, el cual mantendría hasta 1990 y que desde entonces no ha vuelto a recuperar.

## Antecedentes

### Elecciones de 1969
El Partido de la Alianza, o simplemente La Alianza, una coalición electoral entre la Organización Nacional de los Malayos Unidos (UMNO), el Congreso Indio de Malasia (MIC), y la Asociación China de Malasia (MCA), había gobernado Malasia de forma ininterrumpida entre 1955 y 1973, bajo el liderazgo de Tunku Abdul Rahman, que entre 1957 y 1970 sirvió como primer ministro de la Federación. En 1969, se realizaron elecciones federales, las segundas desde la unificación completa de la federación, en 1963. La Alianza obtuvo tan solo el 44% de los votos y aunque conservó la mayoría absoluta, perdió el cuórum de dos tercios que mantenía desde su llegada al poder, por lo que se vio impedida para modificar la Constitución Federal a su antojo. El Partido de Acción Democrática (DAP) obtuvo un muy buen resultado en estas elecciones, al igual que el Partido del Movimiento Popular Malasio (Gerakan), por lo que ambas fuerzas políticas se posicionaron como grandes amenazas al control de la Alianza.

### Disturbios del 13 de mayo
En las noches del 11 y 12 de mayo, el DAP y el Gerakan celebraron su buen rendimiento electoral. En particular, el Gerakan realizó una masiva manifestación liderada por V. David, su líder. Después de las celebraciones, se acusó a ambos partidos (compuestos mayoritariamente por chinos) de discriminar a los malayos y de tratar de amenazar al gobernador del estado de Selangor para que renunciara en favor de un chino, lo cual no fue confirmado. Las celebraciones de los partidos de oposición fueron vistas como un ataque al poder político malayo. Aunque los resultados electorales aún favorecieron a los malayos a pesar de las pérdidas, el periódico malayo Utusan Melayu sugirió en un editorial que los resultados habían puesto en peligro el futuro del gobierno malayo y que se requería una acción rápida para apuntalarlo. El 12 de mayo, la juventud de la UMNO solicitó el permiso del gobernador para realizar un desfile celebrando la victoria en las elecciones. El partido anunció una procesión, que el primer ministro Tunku Abdul Rahman definió como "inevitable, ya que de lo contrario los miembros del partido se desmoralizarían después de la demostración de fuerza por parte de la oposición y los insultos que se les habían arrojado". Muchos malayos asistieron desde zonas rurales a Kuala Lumpur, algunos de ellos incluso armados.
Durante el desfile, se desató un enfrentamiento entre los malayos que celebraban y los transeúntes chinos que se burlaron de ellos. El desfile se convirtió en un lanzamiento de botellas y piedras entre ambas partes. Algunos malayos comenzaron a llegar armados y se desató un tiroteo. La violencia entre chinos y malayos  recorrió la ciudad y se esparció en menos de 45 minutos, generando una respuesta armada de parte del gobierno para contener los enfrentamientos étnicos. Los informes oficiales actuales indican que el número de muertes debido a los disturbios fue de 196, aunque las fuentes diplomáticas occidentales en ese momento sugerían un número de víctimas cercano a los 600, con una mayoría de víctimas chinas. 439 personas también fueron registradas como heridas según cifras oficiales. Se registraron 753 casos de incendios intencionales y 211 vehículos fueron destruidos o severamente dañados. Ante los disturbios, el Yang di-Pertuan Agong, Ismail Nasiruddin, declaró el estado de emergencia, suspendió las garantías constitucionales, y dejó sin poderes al Parlamento, por lo que un gobierno interino, todavía dirigido por Tunku, gobernó el país entre 1969 y 1970.

### Caída de Tunku
El nacionalista malayo Mahathir Mohamad, miembro del oficialismo, culpó de los disturbios al gobierno, especialmente al entonces primer ministro Tunku, por ser "simplón" y no planear una Malasia próspera donde los malayos tuvieran una parte de la participación económica. Tunku a su vez culpó a los "extremistas" como Mahathir por los enfrentamientos raciales, lo que llevó a la expulsión de Mahathir de la UMNO. A partir de los disturbios, Tunku comenzó a perder poder progresivamente, con su popularidad e imagen pública en declive. Su vice primer ministro, Abdul Razak Hussein, comenzó a recibir el poder por partes. Finalmente, el 22 de septiembre de 1970, el parlamento volvió a reunirse luego de que se realizaran algunas elecciones parciales (originalmente previstas para 1969 pero pospuestas por los disturbios) y Tunku dimitió formalmente, entregándole el cargo de primer ministro a Razak. Razak introdujo una serie de reformas económicas que favorecían a la población malaya, como la "Nueva Política Económica" y la federalización de Kuala Lumpur respecto al estado de Selangor.

## Sistema electoral
Todo ciudadano que haya alcanzado la edad de veintiún años y que esté en la "fecha de calificación" (fecha por referencia a la cual se preparan o revisan las listas electorales) residente en un distrito electoral o, si no es así, se clasifica como "votante ausente" (uno que está registrado como un votante ausente con respecto a ese distrito electoral) tiene derecho a votar en ese distrito electoral en cualquier elección del Dewan Rakyat. Una persona está descalificada para ser elector si en la fecha de calificación está detenido como una persona con problemas de juicio, está en quiebra sin cargos, está cumpliendo una condena de prisión, o sigue siendo responsable, en virtud de una condena en cualquier parte de la Mancomunidad de Naciones, a una sentencia de muerte o encarcelamiento por un término superior a doce meses.
Los registros electorales se elaboran a nivel de distrito electoral y se revisan anualmente. El voto no es obligatorio. El voto postal está permitido para los votantes ausentes, los miembros de la fuerza policial, los responsables de ciertos deberes en la jornada electoral y los miembros de la Comisión Electoral misma. Todo ciudadano residente en la Federación está calificado para ser miembro del Dewan Rakyat si no tiene menos de 21 años y del Dewan Negara si tiene al menos treinta años.
Una persona está inhabilitada para ser miembro de cualquiera de las dos Cámaras del Parlamento si debe lealtad a cualquier país que no pertenezca a la Federación, haya sido declarado mentalmente insano, haya quedado en quiebra sin cargos, o haya sido condenado y sentenciado a una pena de no menos de un año o una multa de no menos de $2,000. Personas que tienen un "oficio público pago" (un trabajo de tiempo completo en cualquiera de los servicios públicos, como el cargo de cualquier juez del Tribunal Federal o de un Tribunal Superior, de procurador general o de un miembro de la Comisión Electoral), por su parte, no pueden ser simultáneamente miembros del Parlamento.
Cada candidato al Parlamento, que no necesita necesariamente ser miembro de un partido político: debe contar con el apoyo de seis electores registrados de su circunscripción. Un candidato al Dewan Rakyat debe hacer un depósito monetario de 1,000 Ringgit, que se reembolsan si el candidato recibe más de un octavo de los votos de la circunscripción disputada. Un candidato al Parlamento debe presentar una devolución de los gastos de campaña dentro del tiempo y el modo requeridos por la ley. Los gastos máximos permitidos son de 20,000 Ringgit.
Los diputados son elegidos en 154 distritos electorales de un solo miembro por mayoría simple de votos para un mandato de cinco años. Las elecciones parciales se llevan a cabo, o se realizan nombramientos, dentro de los 60 días (90 días en los estados de Sabah y Sarawak) para llenar los escaños parlamentarios que quedaran vacantes en las elecciones federales. Los escaños de los diputados que quedan vacantes dentro de los seis meses posteriores a la disolución programada del Parlamento no se cubren.

## Campaña
A fin de formar una coalición más amplia que incluyera a partidos de todas las razas del país, la Alianza se disolvió en enero de 1973 y se reemplazó por el Barisan Nasional (en malayo: Frente Nacional). El Gerakan, el Partido Progresista Popular y el Partido Islámico Panmalayo fueron algunos de los muchos partidos de oposición que fueron invitados a unirse. La coalición se registró formalmente como partido político el 1 de junio de 1974, listo para competir en las elecciones federales.
El Barisan Nasional buscó obtener una victoria clara para que sus planes y programas formulados para forjar la unidad a través del desarrollo nacional pudieran continuar. Abdul Razak propuso una nueva política económica que apuntase a "una sociedad justa, liberal y progresista en la que todas las personas, sea cual sea su origen racial, tengan una igual oportunidad de disfrutar del bienestar material de la nación". A pesar de la enorme cantidad de victorias sin oposición y del ambiente tenso, el gobierno buscó una alta participación e instó a los ciudadanos a votar masivamente. Una canción pegajosa titulada Mari Mengundi (malayo para: Vamos a votar) que trataba sobre la importancia del deber cívico del sufragio, fue compuesta especialmente por Ahmad Shariff para la campaña y emitida continuamente por Radio Televisyen Malaysia (RTM), la principal empresa de radiofusión pública del país.
El Partido Nacional de Sarawak (SNAP), hizo campaña contra el jefe de policía Abdul Rahman Ford, describiéndolo como un opresor, lo que provocó que varios líderes del partido fueran detenidos tanto antes como después de la campaña electoral. Los  dos principales partidos de oposición en Malasia Peninsular, DAP y Pekemas, hicieron hincapié en la necesidad de igualdad y justicia entre las diferentes comunidades del país. Todos los partidos se vieron, sin embargo, limitados en gran medida al hablar de asuntos locales y raciales por la Ley de Sedición que prohibía la discusión de ciertos temas racialmente sensibles. Este código de conducta fue generalmente reconocido como un factor importante para la realización de una campaña mucho más pacífica que la de las elecciones anteriores.

## Jornada electoral
La participación fue más baja en la mañana que en la tarde, mientras que en la mañana la mayor parte de los votantes eran mujeres o adultos mayores. La votación finalizó a las 20:00, aunque en muchos lugares los centros de votación cerraron antes de tiempo. En Penang, al principio la participación fue particularmente baja, entre un 30 y un 45% por la tarde. El Supervisor Estatal de Elecciones, Ariffin bin Mohd Yassin, hizo un llamamiento a los penanguitas a votar a las 16:00 hs por Radio Malaysia.
Más de 30.000 automóviles, incluidos taxis y autobuses escolares, fueron utilizados por los partidos políticos para llevar a los votantes a los centros de votación en toda Malasia desde las 8:00 de la mañana del día de la elección. El Barisan Nasional superó a otros partidos al llevar de 20.000 vehículos equipados con banderas y pósteres para brindar servicios gratuitos a los votantes. Sin embargo, el DAP, el PEKEMAS, el PRSM y algunos candidatos independientes también tenían vehículos con banderas propias. El portavoz del Barisan Nasional declaró que todos los automóviles usados eran servicios voluntarios de los propietarios como un paso para apoyar al Barisan Nasional y sus candidatos.

## Resultados

### Dewan Rakyat
|  | 24.90 % |

|  | 40.26 % |

|  | 12.95 % |

|  | 12.34 % |

|  | 7.01 % |

|  | 8.44 % |

|  | 4.36 % |

|  | 3.25 % |

|  | 3.95 % |

|  | 5.19 % |

|  | 3.03 % |

|  | 4.55 % |

|  | 2.32 % |

|  | 2.60 % |

|  | 1.97 % |

|  | 0.65 % |

|  | 0.31 % |

|  | 8.44 % |

|  | 0.00 % |

|  | 1.95 % |

|  | 60.81 % |

|  | 87.66 % |

|  | 18.32 % |

|  | 5.84 % |

|  | 5.55 % |

|  | 5.84 % |

|  | 4.99 % |

|  | 0.65 % |

|  | 3.98 % |

|  | 0.00 % |

|  | 0.41 % |

|  | 0.00 % |

|  | 0.06 % |

|  | 0.00 % |

|  | 5.87 % |

|  | 0.00 % |

### Asambleas Legislativas Estatales
| Perlis          | 12/12   |        |        |       |       | Jaafar Hassan          |  | UMNO (BN)    |  |  |  |  |
| Kedah           | 24/26   | 1/26   |        |       | 1/26  | Syed Ahmad Shahabuddin |  | UMNO (BN)    |  |  |  |  |
| Kelantan        | 36/36   |        |        |       |       | Mohamed Nasir          |  | PAS (BN)     |  |  |  |  |
| Terengganu      | 27/28   |        |        |       | 1/28  | Wan Mokhtar Ahmad      |  | UMNO (BN)    |  |  |  |  |
| Penang          | 23/27   | 2/27   |        | 1/27  | 1/27  | Lim Chong Eu           |  | Gerakan (BN) |  |  |  |  |
| Perak           | 31/42   | 11/42  |        |       |       | Mohamed Ghazali Jawi   |  | UMNO (BN)    |  |  |  |  |
| Pahang          | 32/32   |        |        |       |       | Muhammad Jusoh         |  | UMNO (BN)    |  |  |  |  |
| Selangor        | 30/33   | 1/33   |        |       | 2/33  | Harun Idris            |  | UMNO (BN)    |  |  |  |  |
| Negeri Sembilan | 21/24   | 3/24   |        |       |       | Mansor Othman          |  | UMNO (BN)    |  |  |  |  |
| Malacca         | 16/20   | 4/20   |        |       |       | Abdul Ghani Ali        |  | UMNO (BN)    |  |  |  |  |
| Johor           | 31/32   | 1/31   |        |       |       | Othman Saat            |  | UMNO (BN)    |  |  |  |  |
| Sarawak         | 30/48   |        | 18/48  |       |       | Abdul Rahman Ya'kub    |  | PBB (BN)     |  |  |  |  |
|                 |         |        |        |       |       |                        |  |              |  |  |  |  |
| Sabah           | 32/32   |        |        |       |       | Mustapha Harun         |  | USNO (BN)    |  |  |  |  |
|                 |         |        |        |       |       |                        |  |              |  |  |  |  |
| Total           | 313/360 | 23/360 | 18/360 | 1/360 | 5/360 |                        |  |              |  |  |  |  |